# Eurymesosa ventralis
Eurymesosa ventralis är en skalbaggsart som först beskrevs av Francis Polkinghorne Pascoe 1865.  Eurymesosa ventralis ingår i släktet Eurymesosa och familjen långhorningar. Inga underarter finns listade i Catalogue of Life.